# Пандовые (семейство растений)
Пандовые (лат. Pandaceae) — семейство покрытосеменных двудольных растений порядка Мальпигиецветные (Malpighiales), распространенных преимущественно в Западной Африке и Юго-Восточной Азии.

## Таксономия
Семейство включает 3 родов (17 видов), которые раньше относили к семейству молочайные (триба Galearieae, подсемейство Acalyphoideae):
- Galearia Zoll. & Moritzi
- Microdesmis Planch.
- Panda Pierre

Род Centroplacus раньше тоже относили к Pandaceae, и также он включался в трибу Centroplaceae семейства филлантовые. В настоящее время некоторые авторы относят его к семейству Centroplaceae.